# Inconnue d'Isdal
L'Inconnue d'Isdal (en norvégien : Isdalskvinnen) est une affaire policière norvégienne non élucidée concernant le cadavre d'une jeune femme non identifiée, retrouvée morte en 1970 dans la vallée de l'Isdalen près de Bergen en Norvège.
Le rapport officiel conclut à un suicide mais cette conclusion reste très controversée. L'affaire a été décrite comme l'un des plus profonds mystères de la Norvège, où son souvenir reste encore vivace de nos jours. Une tentative de résolution de l’énigme est relancée en décembre 2016 par un journal norvégien et à l'aide de techniques modernes. D'après leurs conclusions, l'espionnage militaire semble au cœur de l'affaire,. L’inconnue pourrait être d'origine allemande, française ou belge.
Depuis 1995 le crime, s'il y en a eu un, est désormais prescrit par la justice norvégienne.

## Découverte du corps
Le 29 novembre 1970 vers 13 h 15, lors d'une randonnée autour du mont Ulriken, dans une zone connue comme la vallée de l'Isdalen (ou Isdal), un randonneur et ses deux jeunes filles tombent sur les restes partiellement carbonisés d'une femme nue, cachés parmi certains des rochers à faible distance d'un sentier de randonnée. On retrouve sur les lieux des fragments de vêtements, un parapluie, deux bouteilles en plastique fondu sentant le pétrole, une demi-bouteille d'alcool local « Kloster Liqueur », un étui en plastique presque totalement détruit, peut-être pour un passeport, une cuillère en argent, etc. La police remarque que toutes les étiquettes des vêtements de la victime ont été retirées, et que les marquages des bouteilles en plastique ont été soigneusement grattés de même que le monogramme de la cuillère.
Une enquête pour homicide est immédiatement lancée. Des traces de très nombreuses pilules somnifères (du gardénal) sont retrouvées dans son tube digestif, ingérées à des moments différents. Leur nombre indique une ingestion volontaire. Les conclusions de l'autopsie sont : « La mort est probablement due à une association barbiturique et monoxyde de carbone. Les brûlures ont pu contribuer au décès ». Un peu de pétrole est retrouvé sous le corps, ce qui indique comment il a pu être brûlé. Son cou portait une ecchymose, peut-être le résultat d'un coup.

## Enquête

### Affaires de la victime

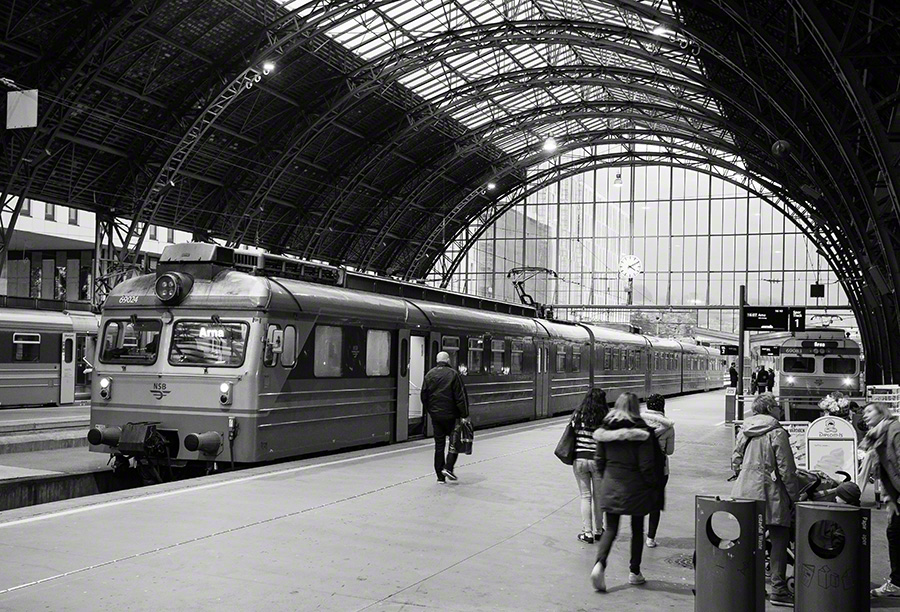
Gare NSB de Bergen où sont retrouvées les deux valises appartenant à l'inconnue.

Trois jours après la découverte du corps, deux valises lui appartenant sont retrouvées dans la gare NSB à Bergen. Dans ses affaires, la police découvre une perruque, plusieurs lunettes de soleil, d'autres cuillères en argent du même type, une ordonnance pour une lotion mais dont la date et le nom du médecin ont été effacés, deux bouteilles de cosmétiques dont les noms ont été grattés. 500 deutschemarks et 130 couronnes norvégiennes sont retrouvés dans une doublure de la valise. Quelques traces d'empreintes digitales ont pu être retrouvés sur une paire de lunettes brisée, correspondant au corps retrouvé.
Plusieurs codes de cryptographie sont retrouvés sur un bloc-notes et une carte avec la mention de cinq noms de gare le long de la ligne ferroviaire de Bergen.

### Personnalité
Les enquêteurs trouvent également un sac provenant du magasin de chaussures « Oscar Rørtvedt » de la ville de Stavanger. Sur place, le jeune fils du propriétaire se souvient parfaitement de l'inconnue qui est venue au magasin trois semaines plus tôt pour acheter des bottes en caoutchouc bleues, correspondant aux bottes retrouvées près du cadavre. Le jeune vendeur de 22 ans est capable de donner une description précise de la femme : taille moyenne, cheveux longs et foncés, yeux brun foncé, visage rond, et aux « courbes légèrement marquées, presque potelées, aux jolies jambes ». Son style vestimentaire est défini par la police comme « provocant » avec un penchant marqué pour la mode italienne. Un portrait-robot de la victime est établi.
Les enquêteurs vont pouvoir peu à peu retracer son parcours. En premier lieu, ils retrouvent sa trace à quelques mètres du magasin de chaussures, à l'hôtel Saint Svithun où elle s'est inscrite sous le nom de Finella Lorck, prétendant venir de Belgique. L'affaire semble se résoudre avant qu'on ne découvre bientôt qu'il s'agit d'une fausse identité.
Les mystérieuses lignes du bloc-notes sont décryptées après plusieurs jours de travail par Tor Martin Røhr Andresen. Les enquêteurs peuvent y lire une succession de lieux visités par l'inconnue en Norvège. En recoupant avec les hôtels de ces villes, ils déterminent qu'elle a pu ainsi se faire enregistrer sous diverses identités grâce à de nombreux passeports différents. L'enquête parvient à déterminer que l'inconnue avait voyagé à travers la Norvège et l'Europe avec neuf identités différentes dont Geneviève Lancier, Claudia Tielt, Vera Schlosseneck, Claudia Nielsen, Alexia Zarna-Merchez, Vera Jarle, Finella Lorch et Elizabeth Leenhouwer. Plus tard on découvre qu'elle a également séjourné dans plusieurs hôtels à Paris sous le nom de Vera Schlosseneck. Toutes ces identités étaient fausses. Selon les observations de témoins, la femme utilisait différentes perruques. L'analyse de sa denture a révélé qu'elle avait reçu des soins dentaires.
Les témoins ont rapporté que la femme savait parler plusieurs langues: allemand, anglais, français et néerlandais. Elle avait séjourné dans plusieurs hôtels à Bergen, et avait changé parfois de chambre dans un même hôtel, exigeant par exemple l'absence de balcon ou de vis-à-vis. Comme profession, elle a indiqué celle de vendeuse itinérante ou d'antiquaire. Elle commandait régulièrement du porridge avec du lait, dans plusieurs des hôtels où elle a séjourné. Bien que supposée être belge, elle remplissait toujours les registres de séjour des hôtels en allemand, avec des données fausses. En particulier, elle déclarait que l'administration qui lui avait fourni son passeport était le « Kreisleitung Brüssel ». Non seulement cette autorité n'existe pas, mais à l'époque les administrations appelées Kreisleitung n'existaient qu'en Allemagne de l'Est.
Un avis de recherche est diffusé par Interpol sur l'Europe, l'Afrique du Nord et le Proche-Orient : « Environ 25-30 ans. Taille 164 cm, mince avec des hanches larges. Longs cheveux bruns-noirs, petit visage rond, yeux bruns, petites oreilles. Les dents présentaient de nombreuses réparations, plusieurs des molaires avaient des couronnes d'or, et le travail dentaire est d'un genre pratiqué en Extrême-Orient, en Europe centrale ou méridionale et en Amérique du Sud. Quatorze des dents sont partiellement ou complètement réparées. Il y a une séparation marquée entre les deux dents avant supérieures ».

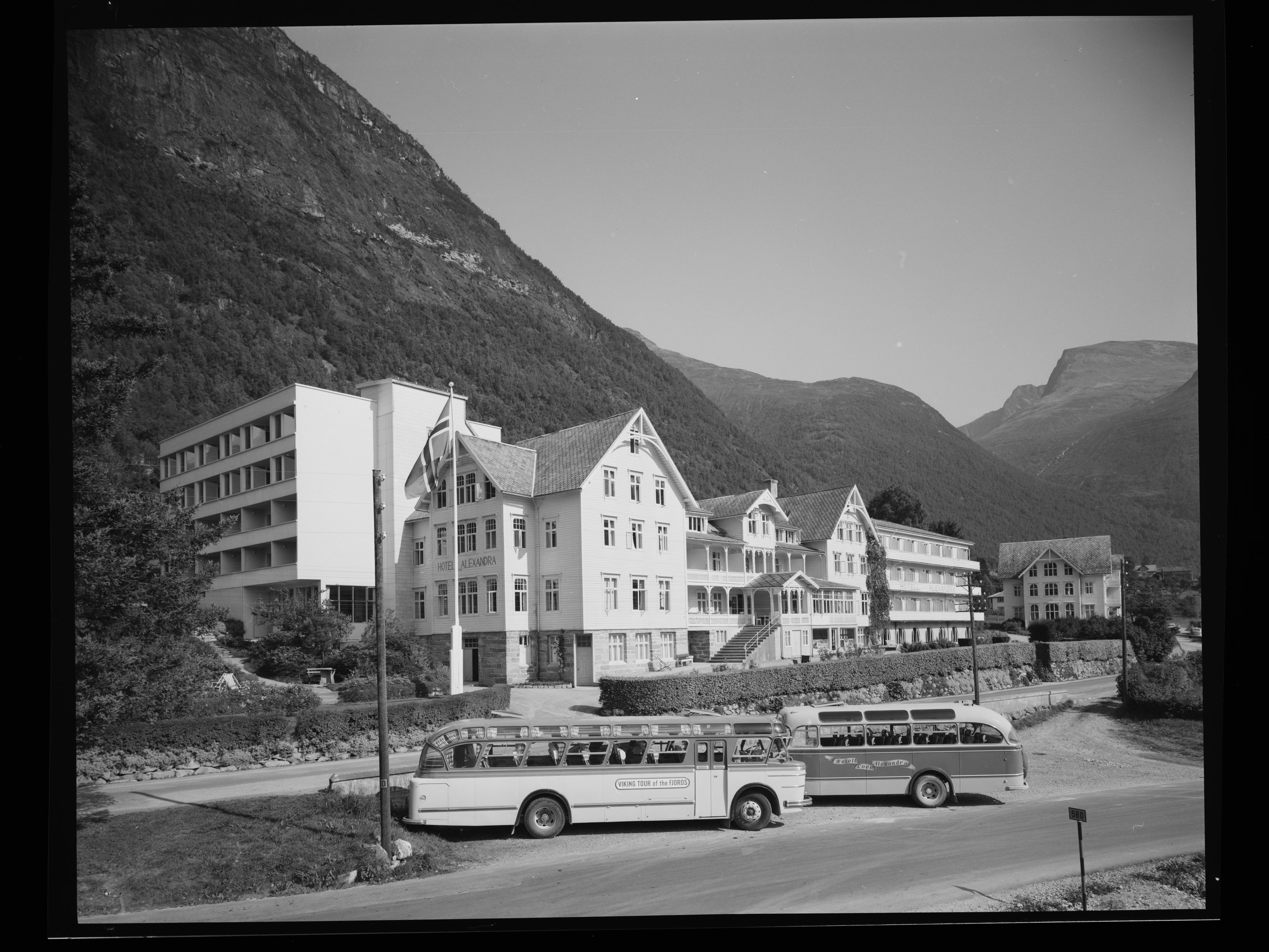
Hôtel Alexandra à Loen où l'inconnue dîne avec un photographe italien le 3 octobre 1970.

Au début de l'enquête, la police interrogea un photographe italien qui avait dîné avec elle à l'hôtel Alexandra à Loen. Ce photographe avait été auparavant interrogé dans une affaire de viol mais finalement blanchi. Une carte postale illustré d'une de ses photographies a été trouvée dans les bagages de la victime. Le photographe a affirmé que la femme lui avait dit qu'elle venait d'une petite ville au nord de Johannesbourg en Afrique du Sud, et qu'elle avait six mois pour voir les plus beaux endroits de la Norvège.
Un témoin a déclaré qu'il l'avait entendu parler à un homme dans le hall de l'hôtel et lui dire « Ich komme bald » (en allemand: « Je viens bientôt »).
Plusieurs employés d'hôtel ou de restaurant se souviennent l'avoir vue en discussion avec un ou plusieurs hommes, notamment en français. Elle fumait des cigarettes d'origine française. À plusieurs reprises, des réceptionnistes se souviennent d'appels disant provenir de policiers qui cherchaient à obtenir des renseignements sur elle, en la décrivant parfois comme une « dame belge parlant anglais ».

### Les derniers moments
La dernière fois qu'elle a été vue en vie, fut lors de son départ de la chambre 407 de l'hôtel Hordaheimen le 23 novembre 1970. Elle régla en espèces puis monta dans un taxi. Le personnel de l'hôtel la décrivit comme ayant entre 30 et 40 ans, fumeuse, mesurant environ 164 cm, hanches larges, de petits yeux et une figure agréable. Elle est surtout restée dans sa chambre, et semblait être sur ses gardes.
Le chauffeur de taxi qui l'a menée de l'hôtel à la gare n'a jamais été retrouvé. De même qu'on ne sut jamais comment elle se rendit au lieu isolé où on l'a retrouvée. Des observations de randonneurs sur le sujet sont restées imprécises. En 1991, un chauffeur de taxi désirant rester anonyme dit qu'après avoir pris l'inconnue à l'hôtel, ils ont été rejoints par un autre homme avant la gare.

## Diverses théories

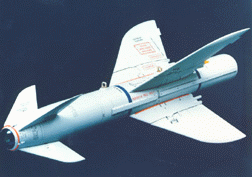
Missile Penguin norvégien.

Malgré les importants moyens policiers déployés, l'inconnue n'a jamais été identifiée. De nombreuses questions restent en suspens, en particulier sur les motifs d'une existence aussi aventureuse avec autant de déplacements et d'identités différentes.
Une théorie impliquant un trafic de faux chèques a été proposée par un policier en retraite, mais rapidement abandonnée.
La théorie la plus fréquemment citée est celle d'espionnage dans le contexte de guerre froide de l'époque. La possession de neuf faux passeports semble en effet impliquer une organisation très professionnelle. Les dossiers déclassifiés de la défense nationale norvégienne apportent de troublantes coïncidences : plusieurs des déplacements de l'inconnue semblent correspondre à des essais, à l'époque top secrets, des missiles Penguin norvégiens. Un pêcheur a même déclaré avoir reconnu l'inconnue en train d’observer des mouvements militaires à Stavanger.
Pourtant la conclusion de la police locale reste celle d'un suicide par ingestion de somnifères.
Devant les doutes soulevés par cette conclusion, la police locale a également été soupçonnée d'avoir été impliquée dans cette affaire.
La Norvège a également connu d'autres disparitions étranges dans les années 1960-1970 (un Japonais mort au sommet d’une montagne à Bodø ; un Libanais qui a pataugé dans la neige à Bardufoss et a été retrouvé mort d'un empoisonnement à l'acide cyanhydrique ; un Letton qui a été renversé par le train à Majavatn), à proximité d'installations militaires, ce qui évoque également la piste de l'espionnage international.

## Postérité

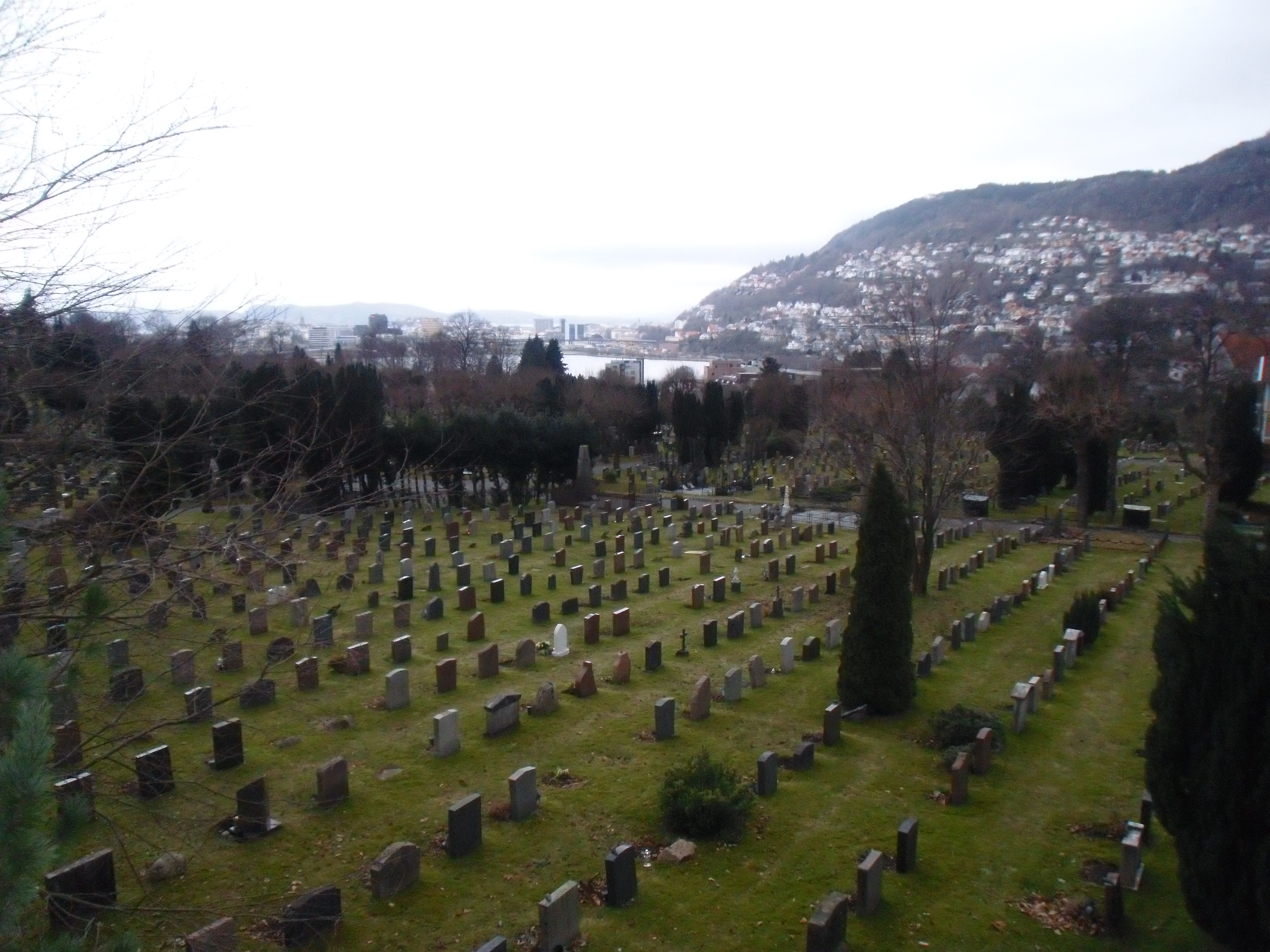
Le cimetière de Møllendal où l'inconnue est enterrée.

L'inconnue de l'Isdal est enterrée le 5 février 1971 au cimetière de Møllendal à Bergen, dans une tombe anonyme, après une cérémonie catholique.
L'affaire a été très médiatisée en Norvège où elle reste un sujet très populaire. Des journalistes qui ont voulu reprendre l'enquête ont signalé que de nombreuses pistes n’avaient pas été exploitées.
Un témoignage tardif a été rendu public en 2002 : le 24 novembre 1970, soit cinq jours avant la découverte, un homme de 26 ans déclare avoir fait une randonnée avec des amis dans la zone de la découverte. Il a indiqué avoir rencontré une femme d'apparence étrangère, le visage déformé par la peur. Il a noté que la femme était vêtue avec élégance, mais beaucoup trop légèrement pour une randonnée en montagne. Au moment de se croiser, la femme a ouvert la bouche pour parler mais n'a finalement rien dit, apparemment inquiète des deux hommes habillés de noir et d'allure étrangère qui la suivaient. Interrogé par la police, le jeune homme a immédiatement reconnu le portrait-robot de l'inconnue, mais selon lui le policier qui l'a interrogé lui aurait affirmé : « Oubliez-la, elle a été tuée. L'affaire ne sera jamais résolue ». Il a suivi ce conseil et aurait attendu 32 ans pour raconter cette histoire au public.
Un Forbachois pense avoir connu l’inconnue tuée en Norvège. Le Républicain Lorrain a publié, le 8 mars 2019, une double page sur l’inconnue d’Isdal, avec des détails sur cette femme à moitié carbonisée non identifiée, qui changeait aussi souvent de nom que d’apparence. Sur le portrait-robot de l'inconnue, il pense reconnaître une femme qu'il a connu à Forbach à l’été 1970. Il raconte avoir trouvé des perruques et des vêtements très colorés à l'intérieur de ses deux valises, lui permettant de se grimée en jeune femme d'une vingtaine d'année. Il a pris une photo de cette femme dans ses affaires où on la voit faire du cheval.

## Nouvelles recherches
Une nouvelle tentative de résolution du mystère est entreprise fin 2016 par des journalistes norvégiens de NRK :
- des fragments de mâchoire ont été retrouvés à l'hôpital Haukeland et sont soumis à de nouvelles analyses par des techniques modernes. Elles semblent confirmer que les travaux dentaires n'ont pas été réalisés en Scandinavie ou au Royaume-Uni, et n'excluent pas une origine soviétique[14] ;
- des graphologues ont réétudié les mots écrits par l'inconnue, notamment lors de ses enregistrements d'hôtel. Ils notent des ressemblances avec des formes d'écritures de type francophone, française ou belge[3] ;
- de nouveaux portraits robot ont été réalisés[9] ;
- des analyses ADN[15],[16] et isotopiques[17] sont en cours à partir des restes osseux dentaires. Certains résultats montrent qu'elle est d'origine européenne[18] ;
- une analyse isotopique du strontium et de l’oxygène prélevés sur ses dents indique où l'inconnue aurait pu passer son enfance. Les zones les plus probables se situent dans les Balkans, en Allemagne du sud (avec un maximum de probabilité autour de Nuremberg) et vers la frontière franco-allemande[19] ;
- un ancien espion norvégien qui a été consulté lors de l'enquête évoque une mort accidentelle mais n'exclut pas qu'elle ait pu être un agent soviétique ou israélien[20] ;
- des documents militaires déclassifiés montrent une coïncidence entre les déplacements de l'inconnue et divers essais militaires top-secret concernant les missiles Penguin. Sa présence à Stavanger en train d'observer des essais militaires aurait même été signalée par un pêcheur local[1] ;
- des analyses des radionucléide de ses dents montrent de façon certaine qu'elle est née avant 1944 (date des premières bombes atomiques). La racémisation des acides aminés montrerait une date de naissance autour de 1930 (plus ou moins 4 ans). Ces résultats donnent un âge d'environ 40 ans au moment de sa mort, soit une dizaine d'années de plus que ce qui avait été auparavant estimé[21].

## Profil de l'inconnue
Les résultats des dernières recherches scientifiques dessinent un nouveau profil pour l'origine de l'inconnue : elle serait ainsi née autour de 1930, près de Nuremberg (voire les Balkans) puis aurait déménagé pour habiter dans la région alsacienne. La date de ce déménagement pourrait évoquer une origine juive ou tsigane au moment de la montée du nazisme. Elle aurait ensuite suivi une scolarité en France d'après son écriture.

## Chronologie reconstituée de l'inconnue

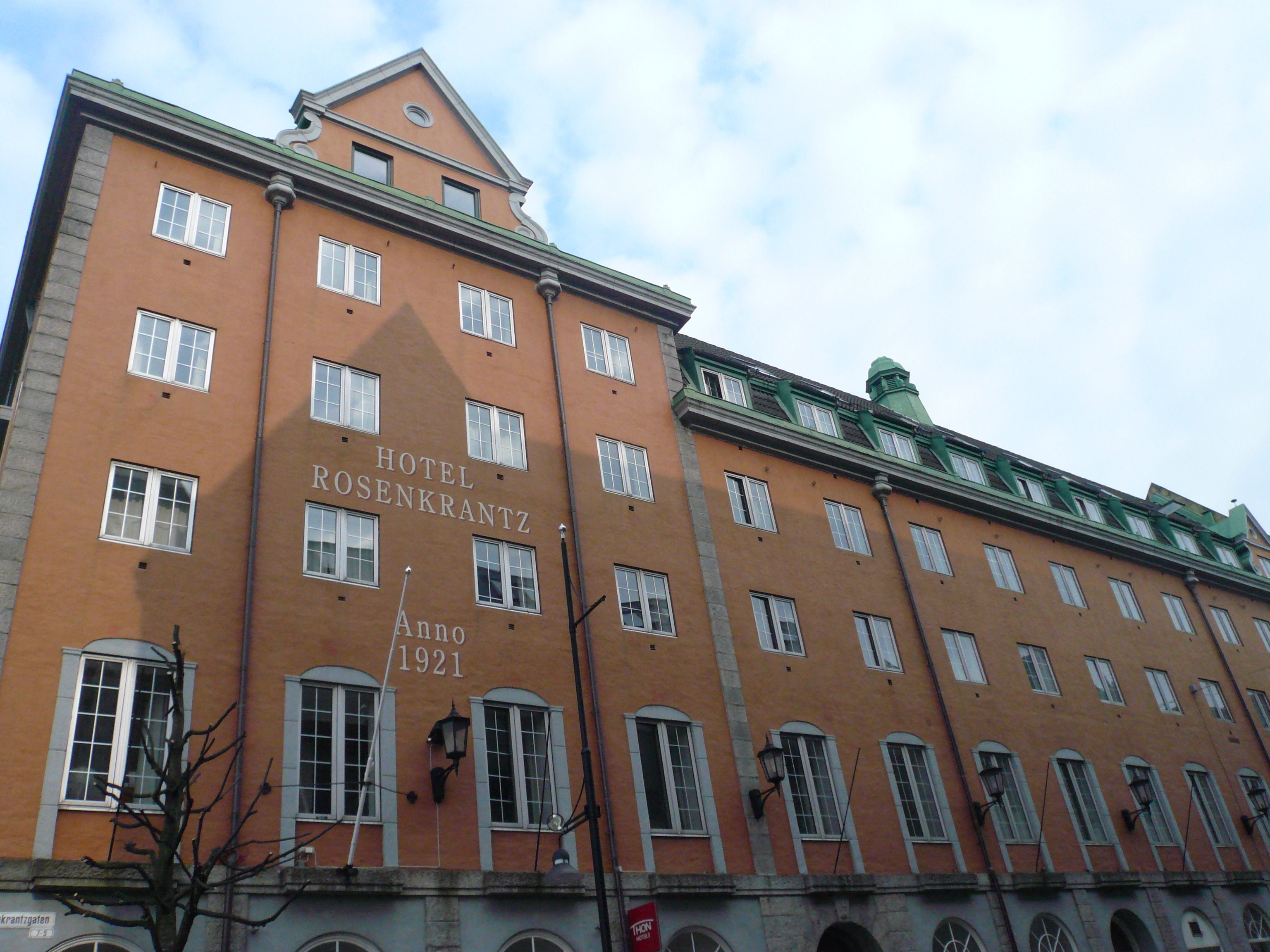
Hôtel Rosenkrantz à Bergen où l'inconnue réside le 18 novembre 1970 sous le nom d'Elisabeth Leenhower.

Chronologie du 20 mars 1970 au 29 novembre 1970
- 20 mars 1970 : voyage de Genève à Oslo.
- 21 mars - 24 mars : séjourne à l'hôtel Viking à Oslo sous le nom de Geneviève Lancier.
- 24 mars : vol d'Oslo à Stavanger, puis prend le bateau express pour Bergen. Elle passe la nuit à l'hôtel Bristol sous le nom de Claudia Tielt.
- 25 mars - 1er avril : séjourne au Scandia Hôtel à Bergen, toujours sous le nom de Claudia Tielt.
- 1er avril : départ de Bergen pour Stavanger, puis Kristiansand, Hirtshals, Hambourg et Bâle. Ce sont ses dernières traces en Norvège avant qu'elle ne revienne à Oslo six mois plus tard.
- 3 octobre : voyage de Stockholm à Oslo, puis à Oppdal. Elle passe la nuit au Oppdal Turisthotell avec le photographe italien Giovanni Trimboli. Ils dînent plus tard à l'Hôtel Alexandra à Loen (Norvège).
- 22 octobre : passe la nuit à l'Hôtel Altona à Paris.
- 23 octobre - 29 octobre : séjourne à l'Hôtel-de-Calais à Paris
- 29 octobre - 30 octobre : voyage de Paris à Stavanger puis Bergen.
- 30 octobre - 5 novembre : séjourne au Neptun Hôtel à Bergen sous le nom d'Alexia Zerner-Merches. Elle frappe un homme étrange à l'hôtel.
- 6 novembre : voyage à Trondheim puis séjourne à l'hôtel Bristol de Trondheim sous le nom de Vera Jarle
- 9 novembre : voyage de Trondheim à Oslo puis séjourne à l'hôtel St. Svitun à Stavanger sous le nom de Fenella Lorch.
- 18 novembre : elle se déplace à bord du navire Vingtor à Bergen puis séjourne à l'Hôtel Rosenkrantz sous le nom d'Elisabeth Leenhower, de Belgique.
- 19 novembre - 23 novembre : séjourne à l'Hôtel Hordaheimen, toujours sous le nom d'Elisabeth Leenhower. Reste la plupart du temps dans sa chambre et semble méfiante.
- 23 novembre : elle quitte l'hôtel Hordaheimen, paie en liquide, part en taxi et va à la gare où elle met ses valises à la consigne.
- 29 novembre : retrouvée morte dans la vallée d'Isdal.